# Environmental Modelling & Software
Environmental Software and Modelling ist eine peer-reviewed Fachzeitschrift, die über neueste Forschung im Bereich Umweltmodellierung und Software publiziert. Das Ziel der Fachzeitschrift ist die Verbesserung der Darstellung, des Verständnisses und der Vorhersage des Verhaltens von Umweltsystemen.
Der Impact Factor lag 2024 bei 4,6.
Vorgängerin war die Zeitschrift Environmental Software, deren Nummerierung 1997 mit Band 12 fortgesetzt wurde.